# 213 Lilaea
Lilea o 213 Lilaea è un asteroide della fascia principale del diametro medio di circa 83,01 km. Scoperto nel 1880, presenta un'orbita caratterizzata da un semiasse maggiore pari a 2,7538325 UA e da un'eccentricità di 0,1445699, inclinata di 6,80508° rispetto all'eclittica.
Il suo nome è dedicato a Lilea, nella mitologia greca una delle Naiadi a all'antica città greca di Lilea.